# Поліно (казка)

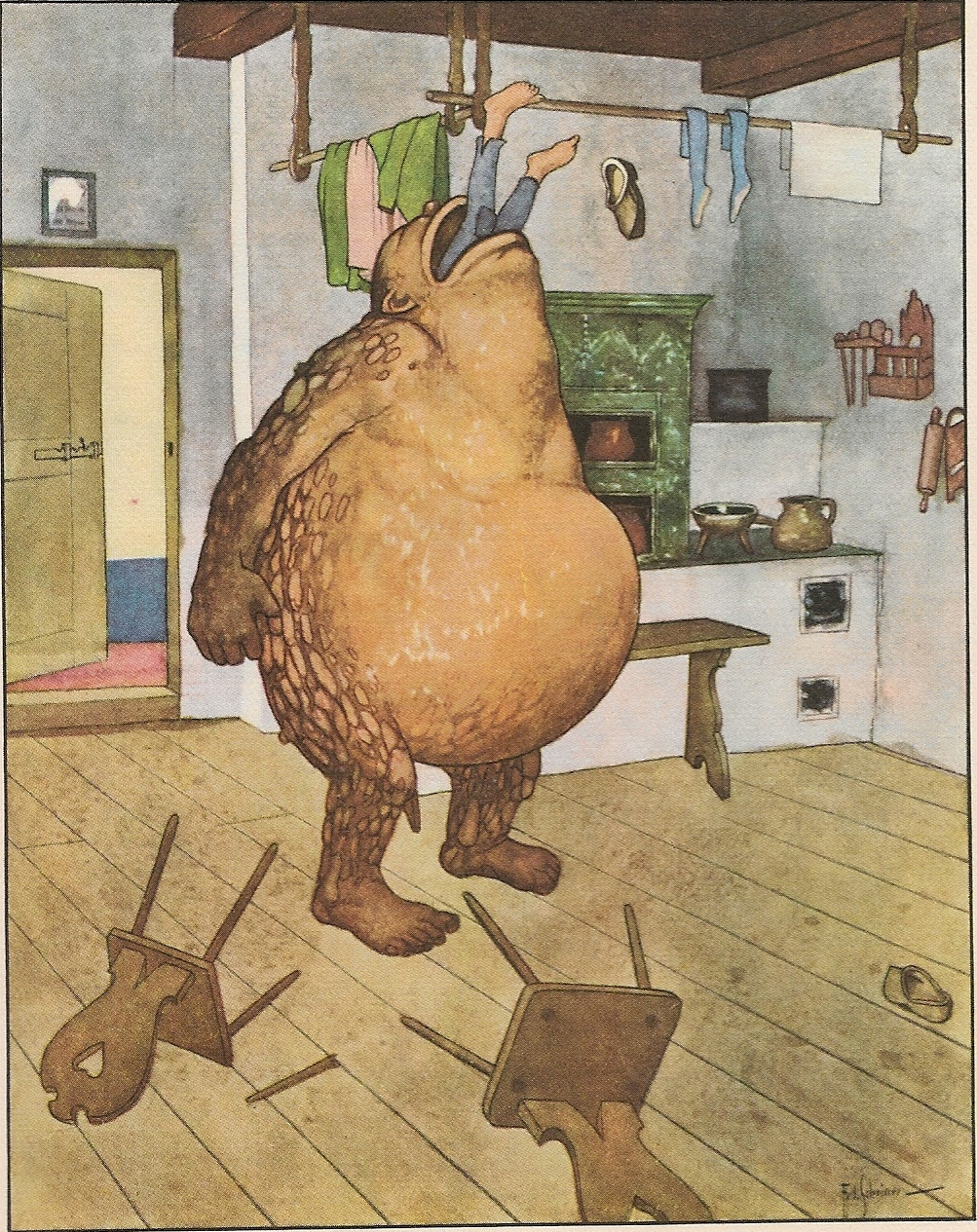
Поліно (Артуш Шайнер)

Поліно (чеськ. Otesánek) — чеська казка, яку написав Карел Яромір Ербен у XIX столітті.

## Сюжет
У казці йдеться про чоловіка та жінку, які довгий час були бездітними, хоча дуже хотіли дитину. Одного дня, щоб втішити свою дружину, батько вирішив вирізати дитину з поліна, яке він знайшов у лісі. Дерев'яне дитя, яке назвали Поліно (чеськ. Otesánek), ожило та було дуже голодне. Його апетит постійно зростав, і з часом він почав поглинати тварин і людей. Кожному персонажу він спочатку представлявся та перелічував, що він їв раніше:
Їв — з'їв: кашу з каструльки, діжку молока, буханець хліба, маму, тата, дівчину з тачкою… і тебе також з'їм.
Поліно з'їло також селянина з кіньми та возом, пастуха зі свинями, вівчаря з отарою овець та декілька головок капусти. Зрештою, бабуся відмовляється бути з'їденою та вбиває Поліно сапою, звільняючи всіх з'їдених персонажів (подібно до вбивства вовка у «Червоній шапочці»). Після цього чоловік з жінкою жили довго та щасливо, але ніколи більше не тужили за дитиною (як радили їм люди на початку оповідання).

## Фільм
У 2000 році чеський режисер Ян Шванкмаєр зняв сюрреалістичний і частково анімаційний фільм «Поліно» за мотивами цієї казки. Дія була перенесена у сучасне міське середовище.